# Ebrechtella forcipata
Ebrechtella forcipata is een spinnensoort in de taxonomische indeling van de krabspinnen (Thomisidae).
Het dier behoort tot het geslacht Ebrechtella. De wetenschappelijke naam van de soort werd voor het eerst geldig gepubliceerd in 1993 door Da-xiang Song & Zhu.